# Sie ist weg
Sie ist weg ist ein Lied der deutschen Hip-Hop-Gruppe Die Fantastischen Vier. Der Song ist die erste Singleauskopplung ihres vierten Studioalbums Lauschgift und wurde am 28. August 1995 veröffentlicht.

## Inhalt
Sie ist weg handelt von den Gefühlen eines verlassenen Mannes am Ende einer Liebesbeziehung. Hausmarke übernimmt dabei die Rolle des Verlassenen, während Smudo aus der Sicht eines Freundes, der ihm wieder Mut machen will, rappt. Der Verlassene erzählt vom Alleinsein und dass er kaum noch Antrieb zum Leben habe, seitdem er wieder Single ist. Er fragt sich, warum ihn diese Gefühle plagten und er keine Lust mehr auf Gesellschaft habe, obwohl er eigentlich bereit zum Kennenlernen neuer Frauen sein sollte. Zudem hadert er mit sich und beginnt zu erkennen, welche Fehler er in der Beziehung gemacht hat, die schließlich zur Trennung führten. Währenddessen versucht der Freund ihn anzutreiben, um wieder mehr gemeinsam zu unternehmen. Doch am Ende kommt der Verlassene nur zu dem Schluss, dass seine Freundin endgültig weg sei und dabei ihn selbst „mitgenommen“ habe.

„Sie ist weg – WEG

Und ich bin wieder allein, allein

Sie ist weg – WEG

Davor war’s schöner allein zu sein

Jetzt ist sie weg – WEG“

## Produktion
Das Lied wurde von den beiden Bandmitgliedern Andreas Rieke (And.Ypsilon) und Michael Beck (Hausmarke) produziert, wobei letzterer nur als Koproduzent fungierte. Als Autoren fungierten alle vier Gruppenmitglieder. Die Musik enthält ein Sample des Songs Soul Street von dem britischen Pop-Duo Jolley & Swain aus dem Jahr 1985.

## Musikvideo
Bei dem zu Sie ist weg gedrehten Musikvideo führte der deutsche Künstler Ralf Schmerberg Regie.
Zu Beginn liegt Hausmarke allein in seiner dreckigen und unaufgeräumten Wohnung im Bett. Kurz darauf bekommt er Besuch von Smudo und ein paar Freundinnen und Freunden, die ihn aufmuntern wollen. Doch er zeigt kaum Interesse an den gemeinsamen Aktivitäten und letztendlich verlassen alle genervt die Wohnung. Dazwischen werden immer wieder Szenen aus der vergangenen Beziehung eingeblendet, wo er mit seiner Freundin auf einer Party ist, sie vernachlässigt oder mit anderen Frauen flirtet. Schließlich kommt es zu einem handfesten Streit, an dessen Ende er sie aus der gemeinsamen Wohnung wirft. Am Schluss des Videos legt Hausmarke einen Brand in seiner Wohnung und zündet mit ihr alle Erinnerungen an seine Ex-Freundin an, bevor er mit dem Auto davon fährt.
Im Video tritt die Schauspielerin Stefanie Schmid auf und spricht einen Satz aus dem Off ("Jetzt weinst Du, ach, das tut mir aber leid.").

## Single

### Covergestaltung
Das Singlecover zeigt eine Comic-Bilderfolge von einer Frau, die die mit „Exit“ beschriftete Notausgangstür eines Flugzeugs öffnet und dieses über die Notrutsche verlässt. Oben links befindet sich der schwarze Schriftzug die fantastischen Vier, während der Titel Sie ist weg in großen, roten Buchstaben im unteren Teil des Covers steht. Der Hintergrund ist komplett in Gelb gehalten.

### Titelliste
1. Sie ist weg (Video-Version) – 3:55
2. Sie ist weg (Severin-Resonanz-Mix) – 3:58
3. Sie ist weg (Saafi-Bros.-Mix) – 7:12
4. Sie ist weg (DJ Friction-Mix) – 5:07
5. Sie ist weg (F4-Remix – Sie ist weggeschossen) – 5:38
6. Sie ist weg (Pronoia-Mix – Sie ist nicht da) – 6:02

## Rezeption
Bei der Echoverleihung 1996 wurde Sie ist weg in der Kategorie Erfolgreichster nationaler Song des Jahres nominiert, unterlag jedoch Scatman (Ski-Ba-Bop-Ba-Dop-Bop) von Scatman John.
Das Musikvideo gewann bei der Echoverleihung 1996 den Preis in der Kategorie Musikvideo des Jahres national. Zudem war es bei den MTV Video Music Awards 1996 in der Kategorie MTV Europe nominiert, unterlag jedoch dem Video zu Fastlove von George Michael.

## Kommerzieller Erfolg

### Chartplatzierungen
Sie ist weg stieg am 11. September 1995 auf Platz 21 in die deutschen Charts ein und erreichte vier Wochen später die Chartspitze, an der es sich drei Wochen lang hielt. Insgesamt konnte sich der Song 24 Wochen in den Top 100 halten, davon elf Wochen in den Top 10. Es ist bis heute der einzige Nummer-eins-Hit der Gruppe in Deutschland. Zudem ist es der erste Rapsong eines deutschen Interpreten, der die Chartspitze erreichte. In den deutschen Jahrescharts 1995 belegte die Single Rang 15. In der Schweiz erreichte das Lied Position 2, während es in Österreich Platz 16 belegte.
| ChartsChartplatzierungen | Höchstplatzierung | Wochen |
| ------------------------ | ----------------- | ------ |
| Deutschland (GfK)        | 1 (24 Wo.)        | 24     |
| Österreich (Ö3)          | 16 (12 Wo.)       | 12     |
| Schweiz (IFPI)           | 2 (25 Wo.)        | 25     |

| ChartsJahrescharts (1995) | Platzierung |
| ------------------------- | ----------- |
| Deutschland (GfK)         | 15          |
| Schweiz (IFPI)            | 35          |

### Auszeichnungen für Musikverkäufe
Sie ist weg wurde noch im Erscheinungsjahr für mehr als 250.000 verkaufte Einheiten in Deutschland mit einer Goldenen Schallplatte ausgezeichnet. Damit zählt die Single zu den meistverkauften Rapsongs in Deutschland.

| Land/Region        | Auszeichnungen für Musikverkäufe (Land/Region, Auszeichnung, Verkäufe) | Verkäufe |
| ------------------ | ---------------------------------------------------------------------- | -------- |
| Deutschland (BVMI) | Gold                                                                   | 250.000  |
| Insgesamt          | 1× Gold ·                                                              | 250.000  |

## Coverversionen
- 2025: Bosse (Album: Sing meinen Song – Das Tauschkonzert, Vol. 12)[11]